# Ilyushin Il-96
El Ilyushin Il-96 (en ruso: Ил-96) es un avión comercial cuatrimotor de largo alcance y fuselaje ancho diseñado y empezado a fabricar por la compañía Ilyushin y actualmente fabricado por Asociación de Producción de Aviones de Vorónezh y UAC, en lo que antes era la Unión Soviética y ahora es Rusia. El primer prototipo del avión realizó su primer vuelo el 28 de septiembre de 1988, equipado con motores turbofán soviéticos Aviadvigatel PS-90A, y el 29 de diciembre de 1992 se entregó la primera unidad a la compañía rusa Aeroflot. Fue el primer avión ruso que no recibió una designación OTAN.

## Historia y desarrollo

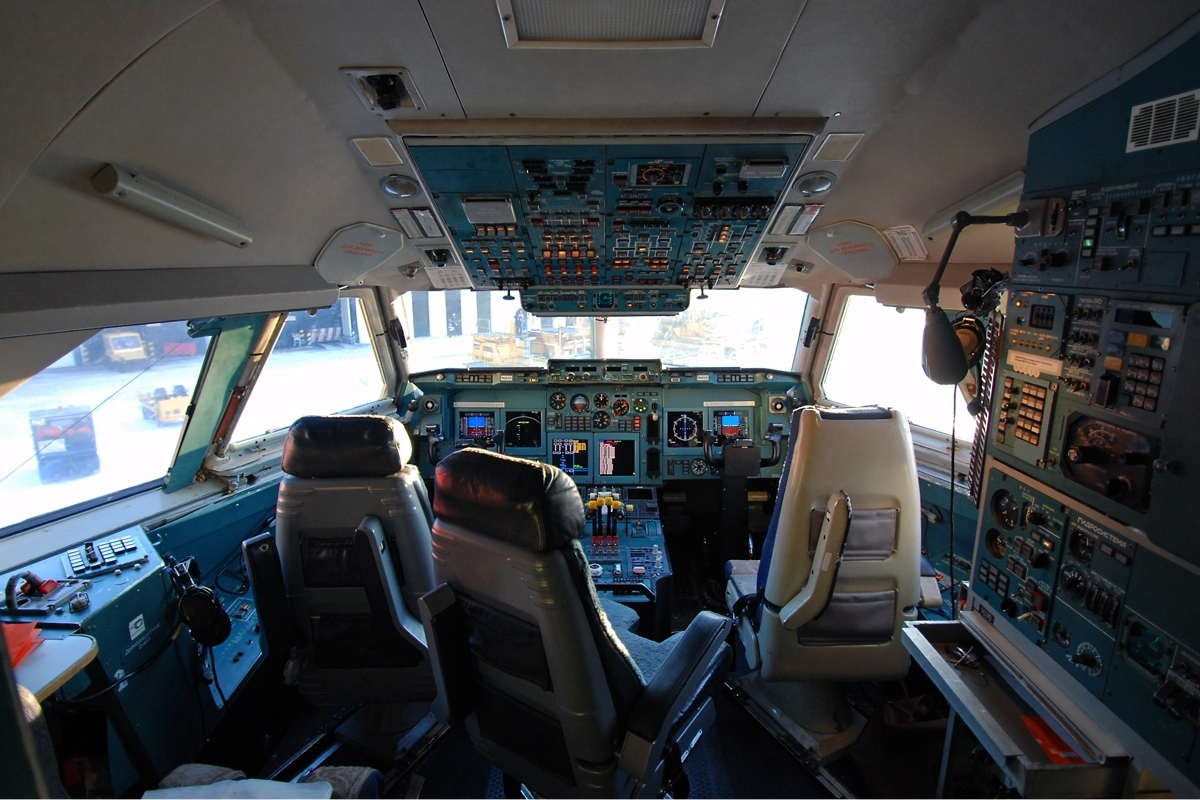
Cabina del Ilyushin Il-96

El Il-96 surgió en principio como una modificación de gran alcance de Il-86, con la incorporación de un ala totalmente modificada, motores silenciosos y de bajo consumo, una cabina de vuelo mucho más moderna, o un interior preparado para albergar distintas clases. En cuanto a las prestaciones del avión, se mejoró el régimen de crucero y de ascensos, los consumos, y unas mejoras considerables en despegues y aterrizajes, además de haberle añadido winglets en los extremos de las alas, que le otorgaban unas mejores condiciones aerodinámicas.

## Variantes

### Il-96-300

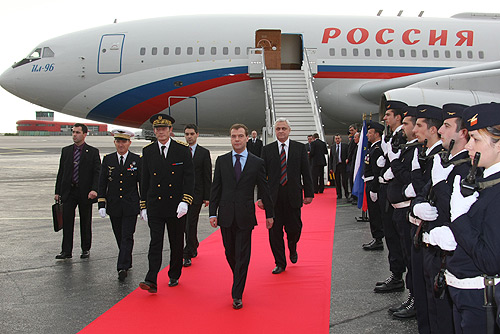
Dmitri Medvédev desembarcando de un Il-96 que tiene el gobierno ruso para transporte VIP.

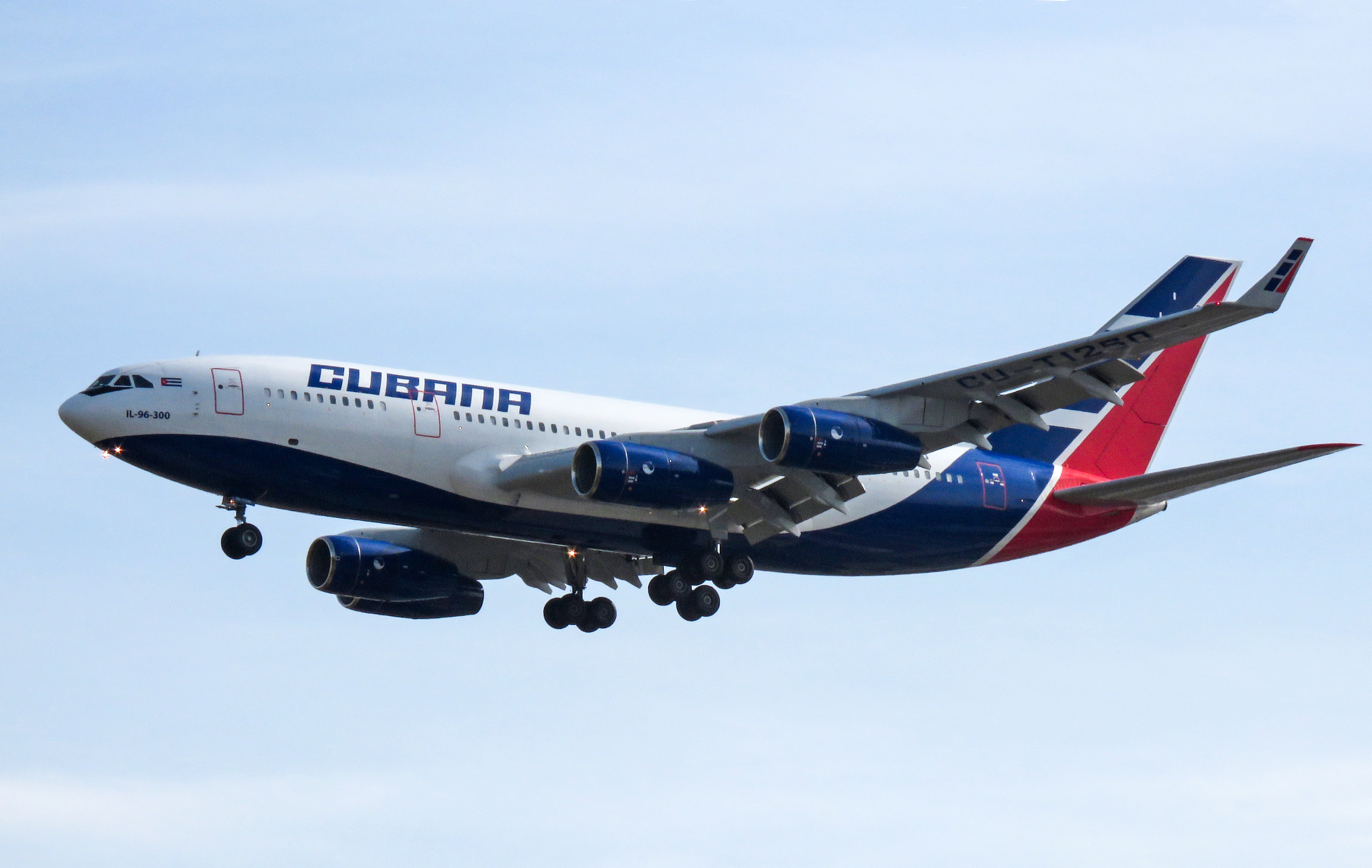
UAC Il-96-300 de Cubana

El Il-96-300 es la variante inicial, equipada con motores Aviadvigatel (Soloviev) PS90A turbofans. Su desarrollo comenzó al principio de los años 80, y el primer vuelo lo realizó el 28 de septiembre de 1988. El primer Il-96 que entró en servicio en la compañía rusa Aeroflot lo hizo a finales de 1992.
Puede recorrer una distancia de 10 500 km con las reservas de combustible llenas y 262 pasajeros en una configuración de dos clases, o 9000 km a máxima carga; permitiendo vuelos desde Moscú hasta la costa oeste americana. Es el avión usado por el presidente ruso como avión VIP.
Ilyushin-96 también tuvo una variante con más autonomía denominada Il-96-300V.

### Il-96M
El Il-96M realizó primer vuelo en abril de 1993. Es una variante del Il-96-300. Es 9,35 metros más largo, y viene equipado con cuatro motores Pratt & Whitney PW2337 y aviónica de Rockwell Collins. Puede transportar hasta 435 pasajeros en una configuración de tres clases. El IL-96M obtuvo el certificado de vuelo en Estados Unidos.

### Il-96T

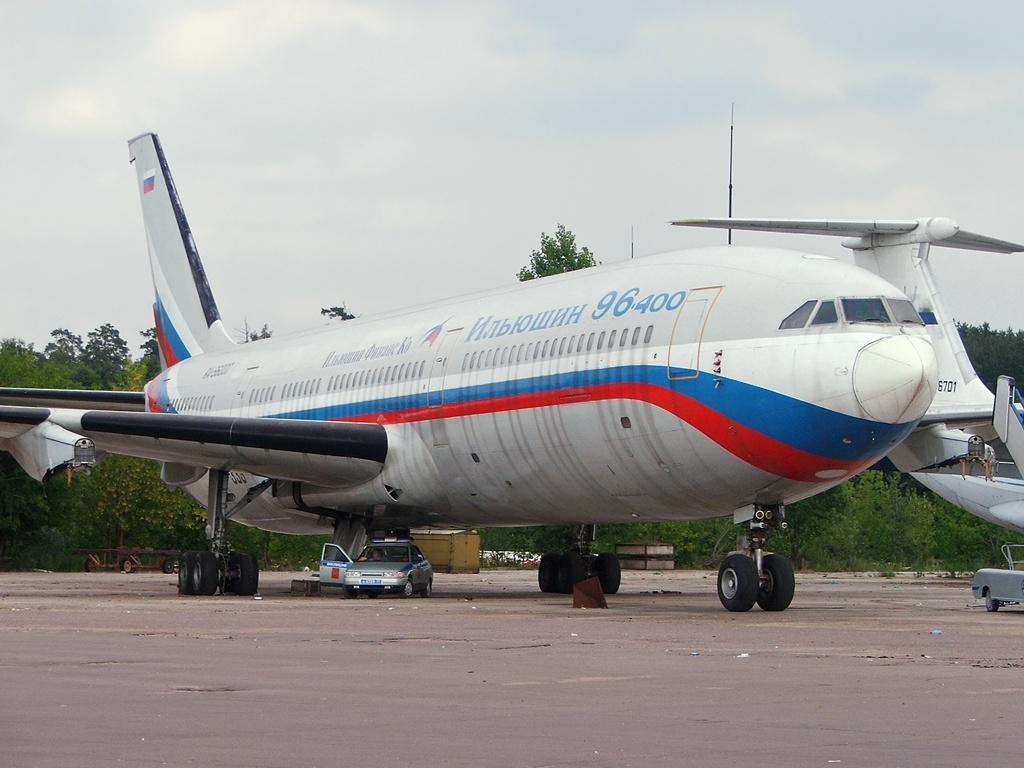
Prototipo del Ilyushin Il-96M-400 RA-96000, semidesmantelado, en Moscú-Zhukovsky, 25-08-2007

Es la versión de carga del Il-96M.

### Il-96-400
El Il-96-400 fue desarrollado con aviónica y motores rusos. Está basado en el fuselaje del Il-96M y los motores que incorpora son cuatro Aviadvigatel PS90-A1 turbofans. Es capaz de transportar hasta 435 pasajeros en la configuración de una sola clase. En dos clases podría llevar entre 332 y 340 pasajeros, y contando con tres clases podría llevar 247 pasajeros hasta una distancia de 11 300 km.

### Il-96-400T

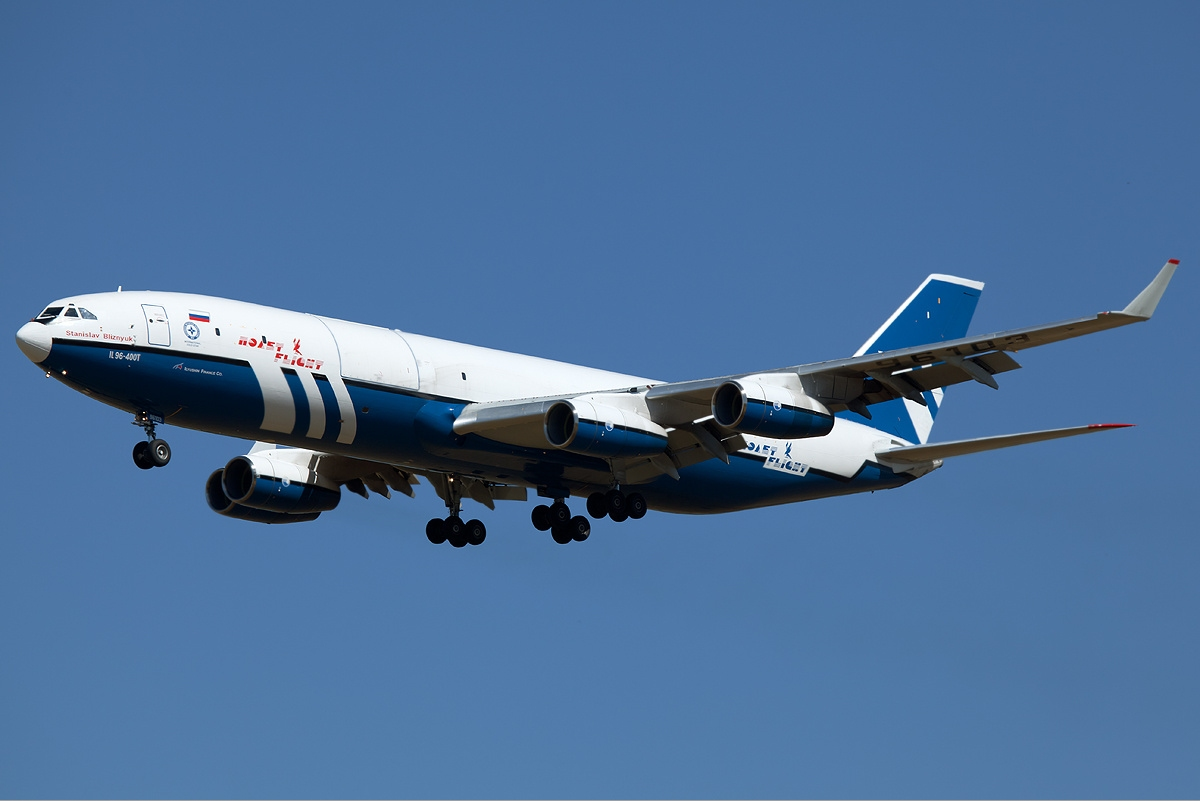
Ilyushin Il-96-400T de Polet Airlines.

Es la versión de carga del Il-96-400. Es la versión que actualmente tiene más vida. En 2009 se espera la incorporación de 3 Il-96-400T, con opción a tres más, a la compañía rusa Polet (la misma que tiene los An-124).

### Il-96-550 (Proyecto)
Fue una variante proyectada en los primeros años 90, al parecer iba a ser una variante del Antonov An-124 con doble cubierta. Podría ser capaz de transportar hasta 550 pasajeros (de ahí le viene el nombre) y así poder hacer competencia al europeo Airbus A380. Al final el proyecto se abandonó por falta de financiación.

### Il-96-400M
En febrero de 2017, se anunció que la United Aircraft Corporation de Rusia había firmado un contrato con su filial Ilyushin Aviation Complex para el desarrollo de una nueva versión del avión de pasajeros de fuselaje ancho Ilyushin Il-96-400 para competir con el Boeing 777-9 y Airbus A350-1000. El Il-96-400M es la versión de pasajeros del avión de carga Il-96-400T. Su fuselaje es 9,65 m más largo que el de la variante de pasajeros Il-96-300 existente. La nueva capacidad de asientos interior prevista es de 390 pasajeros. En 2017, el gobierno ruso inyectó 3600 millones de libras esterlinas (57,4 millones de dólares) en el Ilyushin Il-96-400M.
En enero de 2020, el primer fuselaje de vuelo de prueba estaba en el montaje final y se unieron el ala y el fuselaje, que se terminarían a finales de 2020 antes de un primer vuelo en 2021, pero en abril de 2021 se anunció que el avión no entrará en producción en masa como se esperaba debido a "la falta de interés de las aerolíneas y la paralización mundial de la flota de largo alcance debido a la pandemia". Aun así, debido a las sanciones, el 15 de agosto de 2022, se anunció que estaba previsto el primer vuelo del Il-96-400M. El 7 de junio de 2023, United Aircraft Corporation presentó el futuro avión de pasajeros de fuselaje ancho de Rusia. Realizó su primer vuelo el 1 de noviembre de 2023.

### Il-96-400TZ
En enero de 2015, se propuso una nueva variante cisterna del Il-96, denominada Il-96-400TZ (en ruso: ТЗ, топливозаправщик, en español: 'reabastecedor de combustible'), con un pedido inicial de dos aviones realizado por el Ministerio de Defensa ruso. El nuevo petrolero habría podido transportar más de 65 toneladas (IL-78M 40 toneladas) de combustible a una distancia de hasta 3500 km (Il-78M 3000 km). En el avión se habrían instalado los sistemas universales de reabastecimiento de combustible ORM-1, probados en los aviones cisterna de combate existentes Il-78/78М. Según Alexei Krivoruchko, viceministro de Defensa ruso, se espera que las pruebas de fábrica del Il-96-400TZ se completen en mayo de 2020. Sin embargo, esto se canceló anteriormente debido a diferencias entre el Ministerio de Defensa ruso e Ilyushin y a favor de la plataforma Il-76MD-90A, muy probada, que es el Il-78M-90A.

### Il-96X
O también conocido como: Il-496,  se trataría de la versión bimotor del Il-96, esta variante llevaría los nuevos propulsores PD-35, aviónica mejorada que permitirá reducir la tripulación a dos personas y alas de materiales compuestos. 
El objetivo, reducir el consumo de combustible, hacerlo más eficiente y menos dependiente de componentes extranjeros y menores costos de mantenimiento.

## Especificaciones

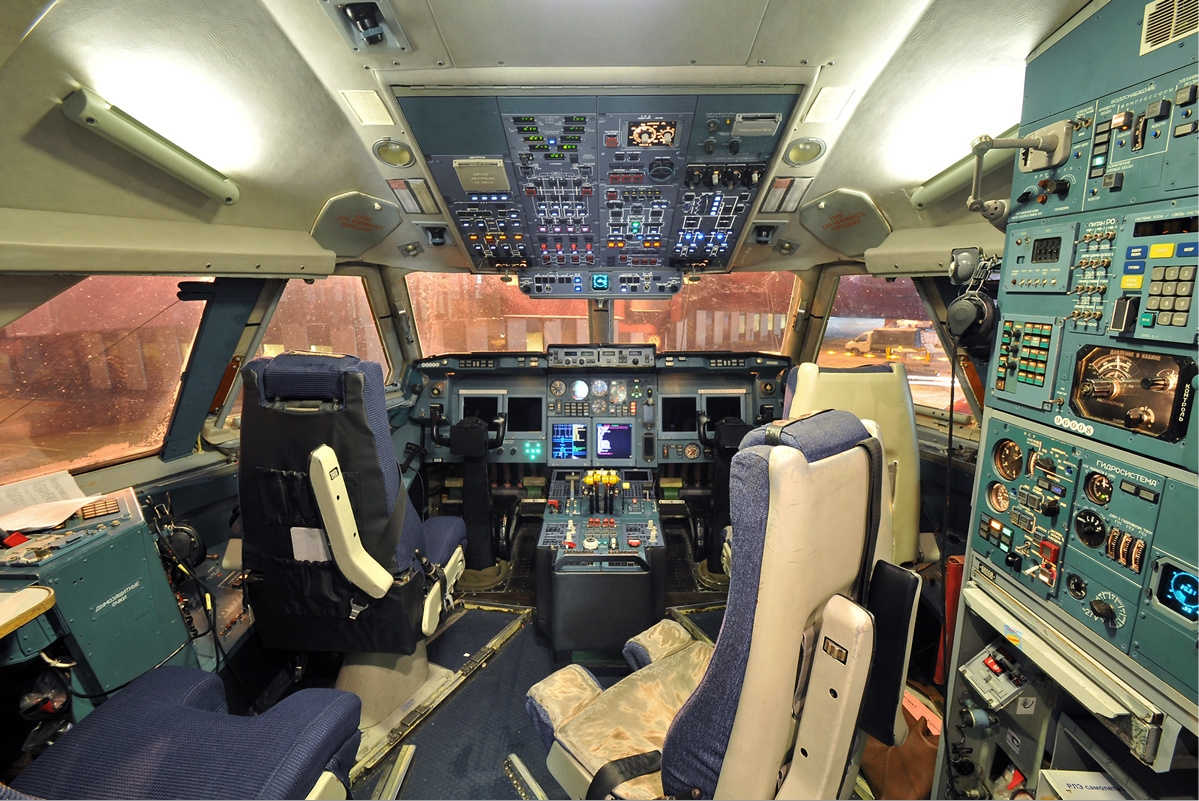
Cabina de mando del Ilyushin Il-96-300

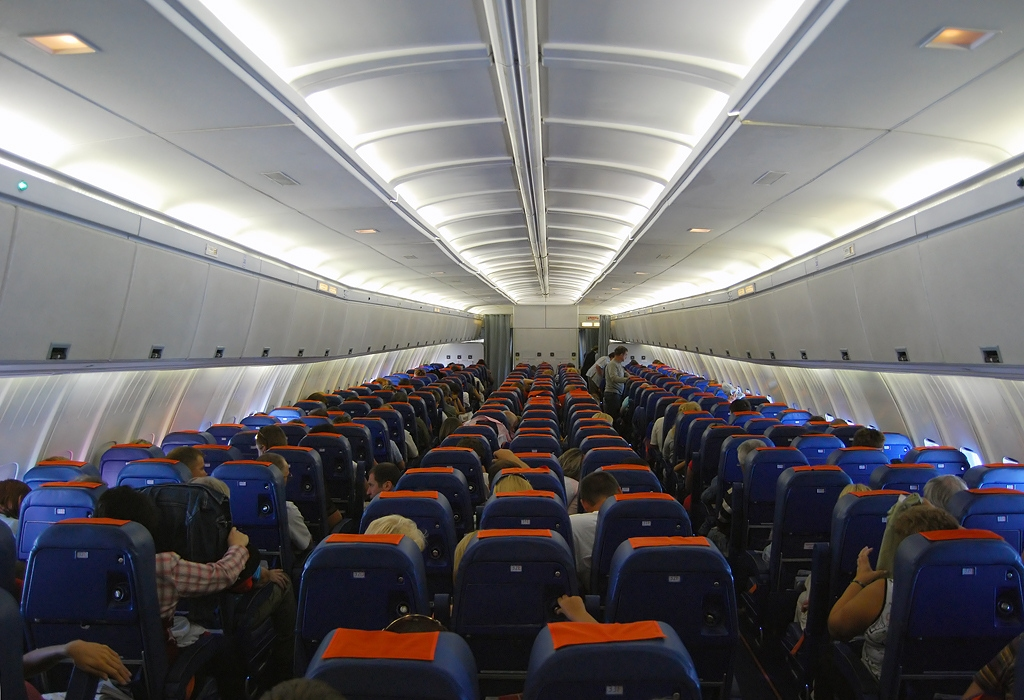
Interior del Il-96-300 de Aeroflot

| Medidas                                            | Il-96-300           | Il-96-M                | Il-96T    |
| -------------------------------------------------- | ------------------- | ---------------------- | --------- |
| Longitud                                           | 55,3 m              | 64,7 m                 | 63,9 m    |
| Envergadura                                        | 60,11 m             | 60,11 m                | 60,11 m   |
| Altura                                             | 17,5 m              | 17,5 m                 | 17,5 m    |
| Peso vacío                                         | 183 t               |                        |           |
| Máxima carga                                       | 250 t               | 270 t                  |           |
| Vel. de crucero                                    | Mach 0.80           | Mach 0.80              | Mach 0.80 |
| Vel. máxima                                        | Mach 0.82           | Mach 0.82              | Mach 0.82 |
| Alcance a plena carga                              | 9000 km             | 11 482 km              | 9700 km   |
| Capacidad máx. combustible                         | 150 000 L           |                        |           |
| Motores (ejemplo)                                  | Aviadvigatel PS-90A | Pratt & Whitney PW2000 |           |
| Cabina tripulación                                 | 2-3                 | 2-3                    | 2-3       |
| Asientos de 1 clase (turista)                      | 300                 |                        |           |
| Asientos de 2 clases (turista y business)          | 262                 |                        |           |
| Asientos de 3 clases (turista, business y primera) | 235                 | 312                    |           |

### Producción anual

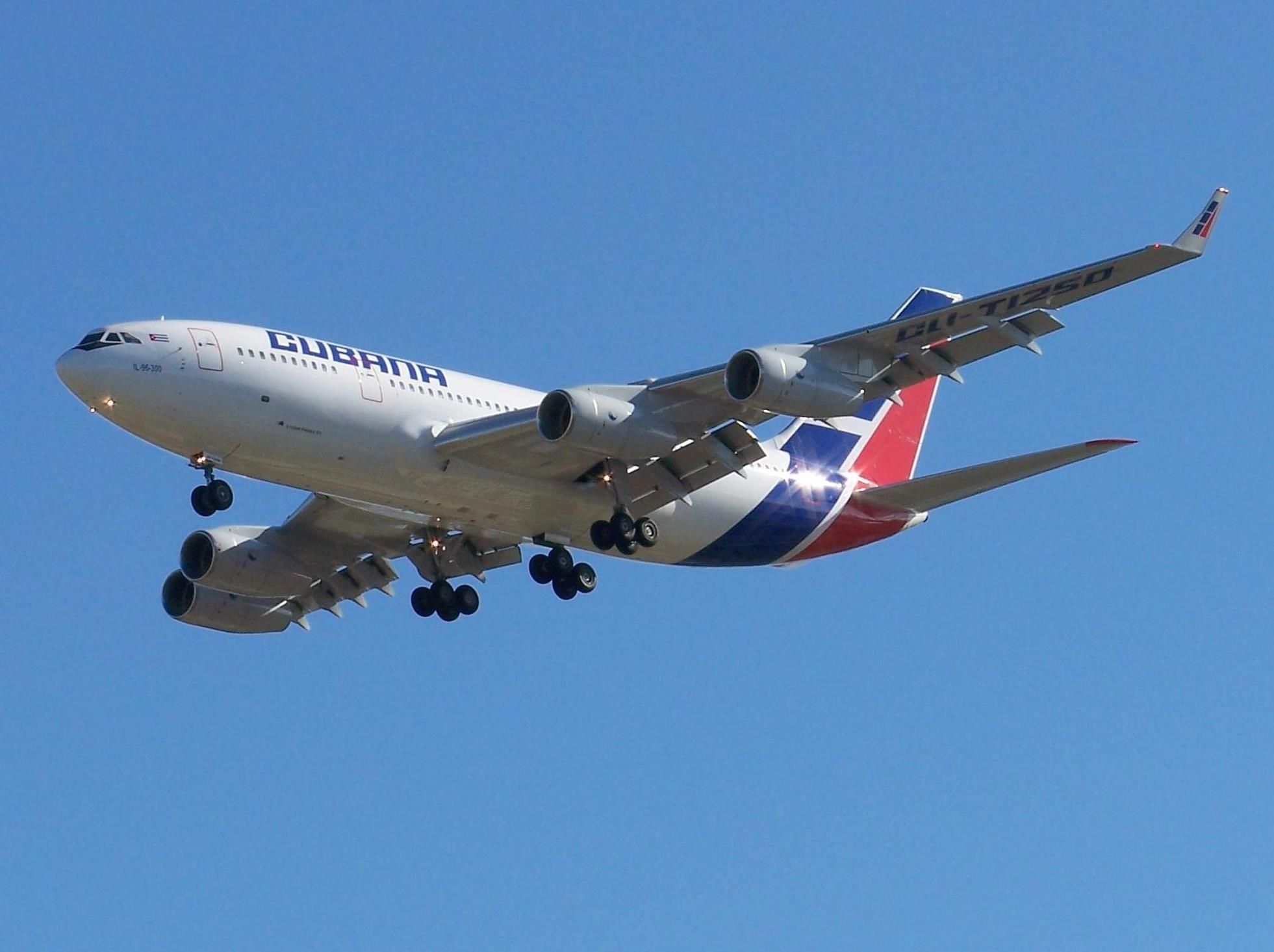
Ilyushin Il-96 de Cubana de Aviación CU-T1250 - vuelo CUB470 procedente de La Habana - en final RW33L del aeropuerto de Barajas (Madrid, España)- febrero de 2007

| Año  | 1988 | 1989 | 1990 | 1991 | 1992 | 1993 | 1994 | 1995 | 1996 | 1997 | 1998 | 1999 | 2000 | 2001 | 2002 |
| ---- | ---- | ---- | ---- | ---- | ---- | ---- | ---- | ---- | ---- | ---- | ---- | ---- | ---- | ---- | ---- |
| Prod | 1    | 1    | 2    | 0    | 2    | 1    | 3    | 2    | 0    | 1    | 0    | 1    | 0    | 0    | 0    |
| Año  | 2003 | 2004 | 2005 | 2006 | 2007 | 2008 | 2009 | 2010 | 2011 | 2012 | 2013 | 2014 | 2015 | 2016 | 2017 |
| Prod | 1    | 2    | 1    | 2    | 2    | 0    | 2    | 0    | 1    | 1    | 1    | 0    | 1    | 1    | 1    |

## Operadores
Cuba
- Cubana de Aviación (Il-96-300: 3 en servicio)[19]

 Rusia
- Servicio Federal de Seguridad de la Federación Rusa (Il-96-400: 1 en servicio)
- Federación Rusa-Destacamento Especial (Il-96-300: 9 en servicio)

### Antiguos Operadores

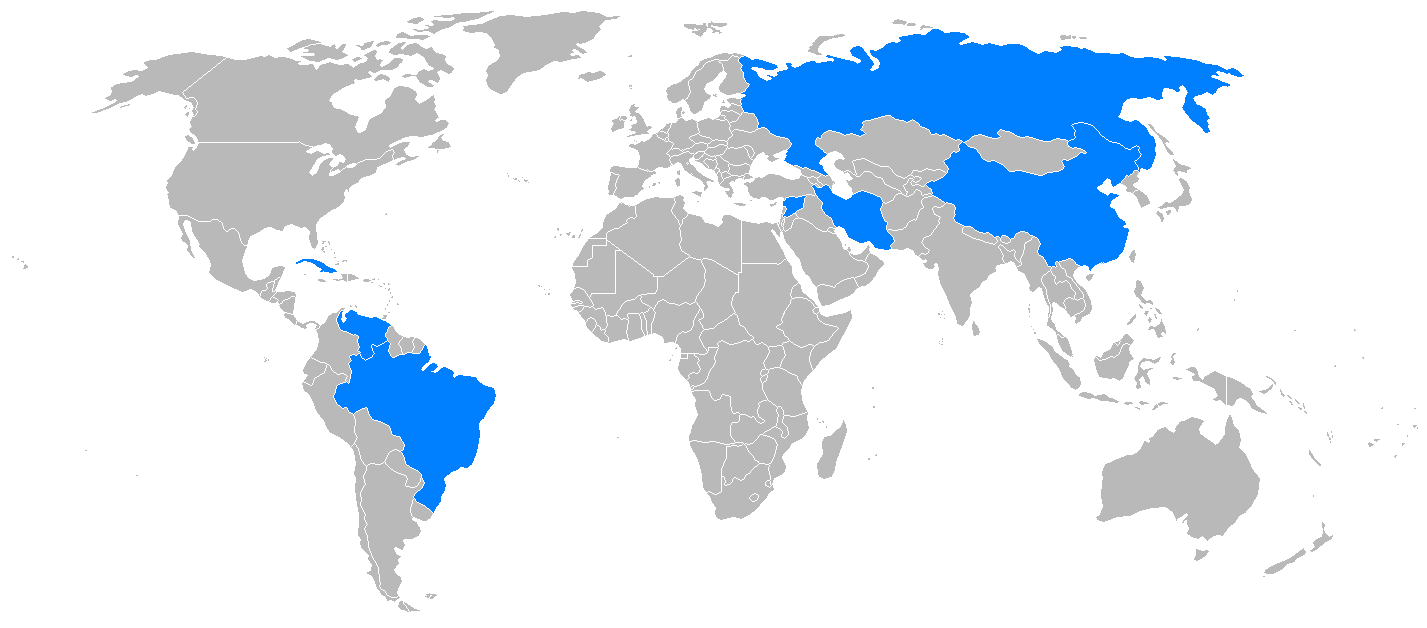
Operadores del Il-96 en azul

| Rusia - Aeroflot (10) - Rossiya (aerolínea) (4) |

## Accidentes
En toda la historia de operación con el IL-96, no ha habido accidentes que hayan causado la muerte de pasajeros o tripulantes.
- En 2005, Rusia dejó en tierra indefinidamente el avión de pasajeros Ilyushin 96-300 después de que los inspectores de transporte señalaron fallas en los sistemas de frenos de los jets. La decisión se tomó pocas semanas después de que una falla técnica en un Ilyushin 96-300 obligara al presidente ruso Vladímir Putin a volar en un avión de respaldo durante una visita a Finlandia.[22]

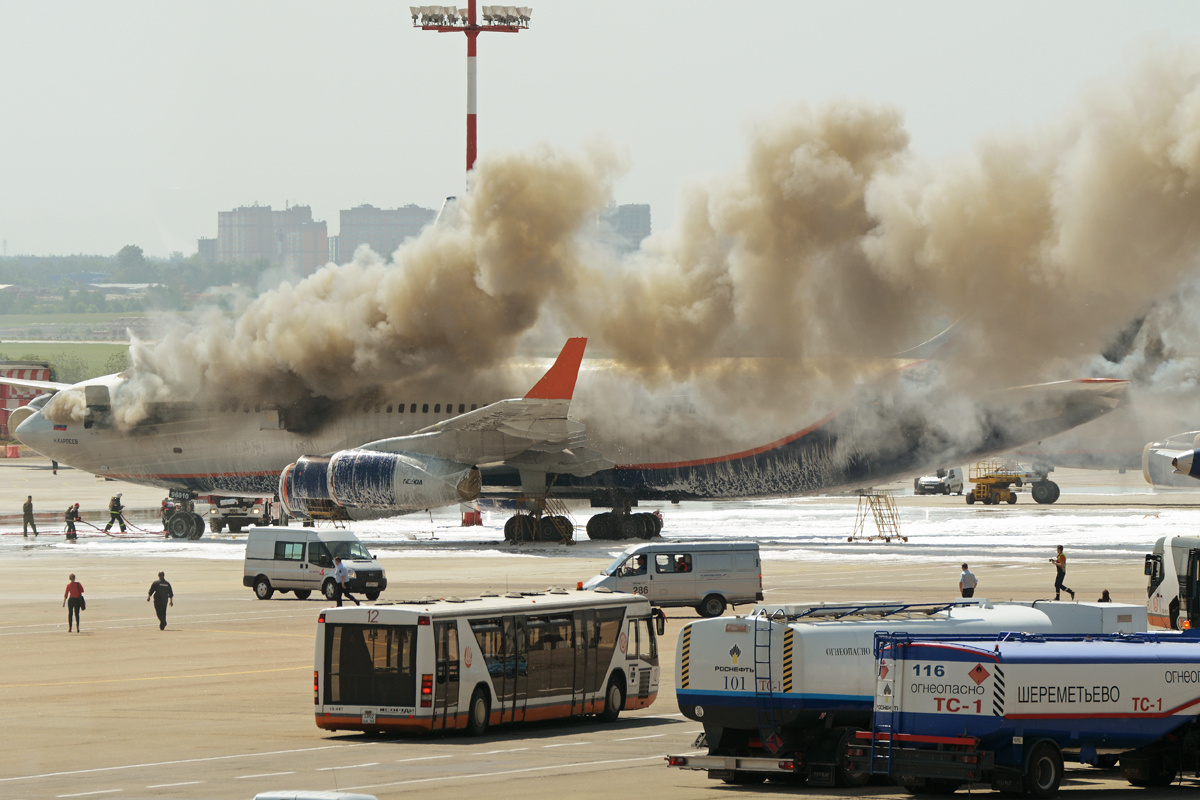
El momento cuando el RA-96010 se incendió

- El momento cuando el RA-96010 se incendióEl 3 de junio de 2014, el RA-96010 de Aeroflot, que había sido retirado del servicio, quedó irreparable luego de un incendio que ocurrió mientras estaba almacenado en el Aeropuerto Internacional de Moscú-Sheremétievo.[23][2]

### Aeronaves similares
- Ilyushin Il 86
- Airbus A340

- Boeing 767
- Boeing 777
- McDonnell Douglas MD-11

### Listas relacionadas
- Aviones de pasajeros de Ilyushin: Il-12 · Il-14 · Il-18 (1947) · Il-18 · Il-62 · Il-86 · Il-96 · Il-114